# Comostola nympha
Comostola nympha là một loài bướm đêm trong họ Geometridae.